# Marcelly Morena
Marcelly Morena (Duque de Caxias, 1986) es una cantante y bailarina de samba brasileña que en 2016 se convirtió en la primera mujer transgénero en bailar como passista en el Carnaval de Río de Janeiro.

## Biografía
Morena nació y se crio en Duque de Caxias, y bailó desde temprana edad. Con nueve años de edad, se sentía fuera de lugar en la identidad de género con la que nació. Se fue de casa a los dieciséis y se alejó de su familia porque su padre no la aceptaba. Posteriormente, visitó a su madre, quien le proporcionó ropa femenina y maquillaje.
Como cantante, Morena se ha presentado como parte de un grupo trans llamado As Peguetes, y más recientemente se presenta como la mitad del dúo funk Karlos & Marcelly Morena.
En 2016, su escuela de samba Academicos do Grande Rio la invitó a bailar como bailarina de carnaval.
En 2018, se convirtió en vocero de Rio Sem Homofobia, un programa de educación y divulgación del Centro para la Ciudadanía LGBT en Río de Janeiro.